# مكثف فائق

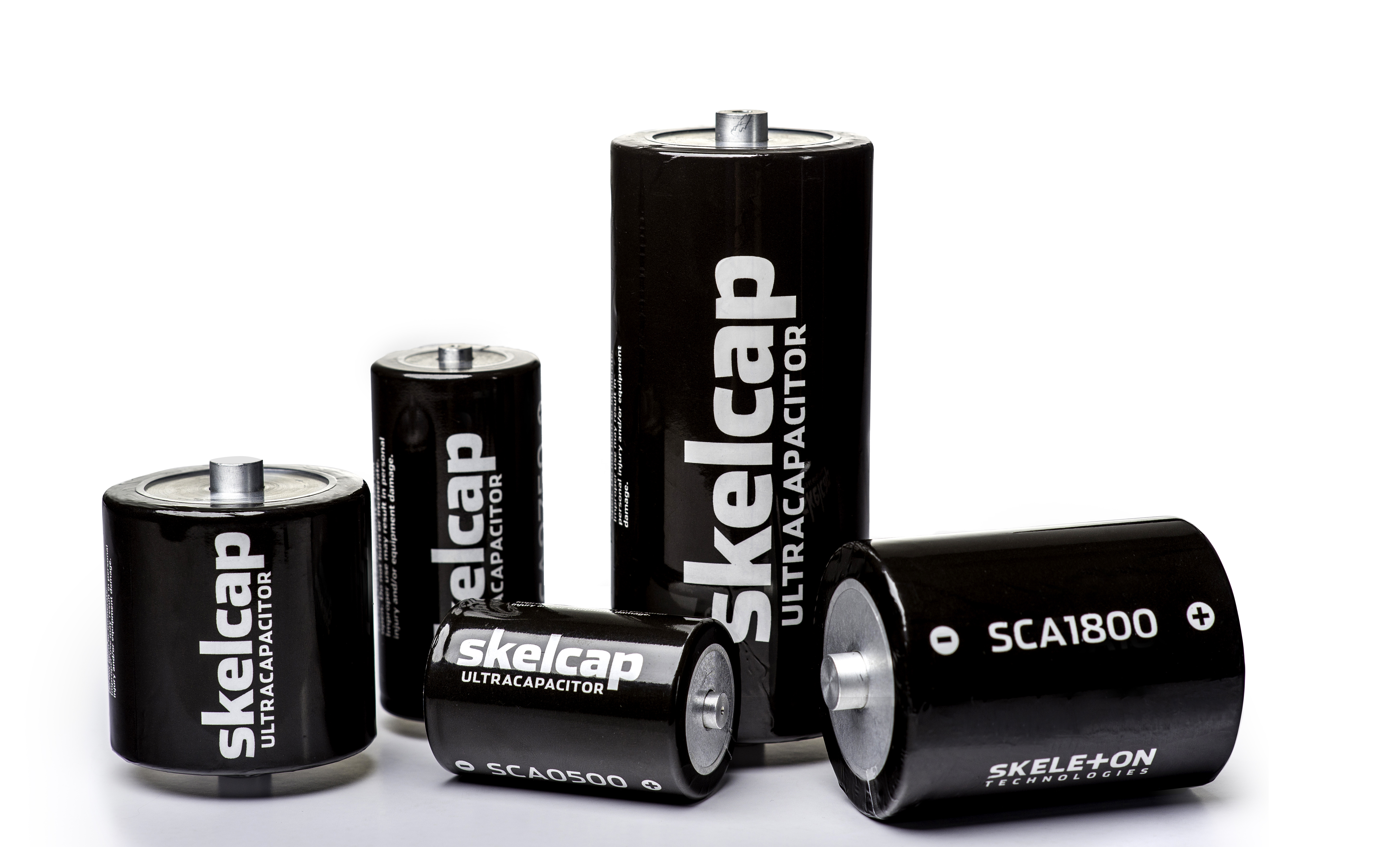

المُكثِّف الفائق (بالإنجليزية: Supercapacitor)‏ هو مكثف عالي السعة، فتكون قيمة سعته أكثر بكثير من المكثفات العادية (ولكن قيم جهده الكهربائي تكون منخفضة)، ويدمج المكثف فكرتي المكثف الكهرلي والبطاريات القابلة لإعادة الشحن (والتي تُعرف بالخلية الثانوية). يُخزن المكثف الفائق طاقة لكل وحدة حجم أو لكل وحدة كتلة أكثر من المكثف الكهرلي بعشرة أضعاف لمئة ضعف، ويقبل ويُوصل الشحنات أسرع من البطارية، ويتحمل العديد من دورات الشحن والتفريغ أكثر من البطاريات القابلة لإعادة الشحن.
تُستخدم المكثفات الفائقة في التطبيقات التي تتطلب العديد من دورات الشحن أو التفريغ السريع بدلًا من تخزين الطاقة المدمجة على المدى الطويل، ومن الأمثلة على ذلك: داخل السيارات، والحافلات، والقطارات، والرافعات، والمصاعد، ويُستخدم أيضًا في المكابح المتجددة، وفي تخزين الطاقة على المدى القصير، ولتوصيل الطاقة في وضع الاندفاع. وتُستخدم الوحدات الصغيرة من هذه المكثفات في النسخ الاحتياطي لذاكرة الوصول العشوائي الساكنة.
على عكس المكثفات العادية، لا تستخدم المكثفات الفائقة العوازل الكهربائية الصلبة التقليدية، ولكنها تستخدم السعة الكهروستاتيكية مزدوجة الطبقة، والسعة الكهروكيميائية المخادعة، وكلاهما يساهم في السعة الكلية للمكثف، مع بعض الاختلافات.